# Lotononis prostrata
Lotononis prostrata är en ärtväxtart som först beskrevs av Carl von Linné, och fick sitt nu gällande namn av George Bentham. Lotononis prostrata ingår i släktet Lotononis och familjen ärtväxter. Inga underarter finns listade i Catalogue of Life.